# Lucie Králová (modelka)
Lucie Králová (* 10. února 1982, Teplice) vyhrála jako třiadvacetiletá titul Miss České republiky 2005.

## Biografie
Narodila se v někdejším Československu. Od deseti let se věnovala tanci a divadlu a vystupovala v mnoha tanečních představeních a společenských akcích.

## Soutěže krásy
Vyhrála v soutěži Miss Teenager Teplice 1997, Miss Teplice 2003 a Miss Severních Čech 2004. V roce 2004 byla vybrána do finále Miss České republiky 2004, ale z rodinných důvodů musela ze soutěže odstoupit. Další rok se soutěže opět zúčastnila a ve věku 23 let tuto soutěž vyhrála. V této soutěži také obdržela titul Miss hlas, Miss Sympatie a Miss Talent za její scénický tanec.
Reprezentovala Českou republiku na soutěži Miss World 2005 v Číně a opět se umístila v soutěži Miss Talent na předních pozicích.

## Osobní život
V roce 2008 se na zámku Štiřín provdala za Zdeňka Kaufmanna. Spolu mají dva syny, Roberta a Richarda. Po výhře v Miss České republiky 2005 se začala věnovat charitě a založila organizaci, která se zaměřila na seniory. Podruhé se vdala v květnu 2015 za českého hokejistu Jiřího Šlégra.